# Château de Chevry-en-Sereine
Le château de Chevry-en-Sereine est un château (MH) construit sous Louis XIII par Charles Duret, contrôleur général des Finances et secrétaire de l'ordre du Saint-Esprit. Bâti vers 1633, de brique et de grès : corps de logis rectangulaire flanqué de 2 pavillons d'angle, cour d'honneur, douves sèches, 2 ponts de pierre ; parc à la française dessiné par Le Nôtre. Il appartient au marquis de Laubespin, descendant du héros de l'Indépendance américaine Gabriel-François de Mouchet-Battefort, marquis de Laubespin.

## Protection
Le château, ses douves et sa cour d'honneur font l’objet d’un classement au titre des monuments historiques depuis le 5 juillet 1966.
L'ensemble des dépendances, le potager et l'orangerie, font l’objet d’une inscription au titre des monuments historiques depuis le 2 juillet 1993.